# مرغ باران غول‌آسای شمالی
مرغ باران غول‌آسای شمالی (نام علمی: Macronectes halli) نام یک گونه از تیره کبوتردریاییان است.